# Fritz Burger (Kunsthistoriker)

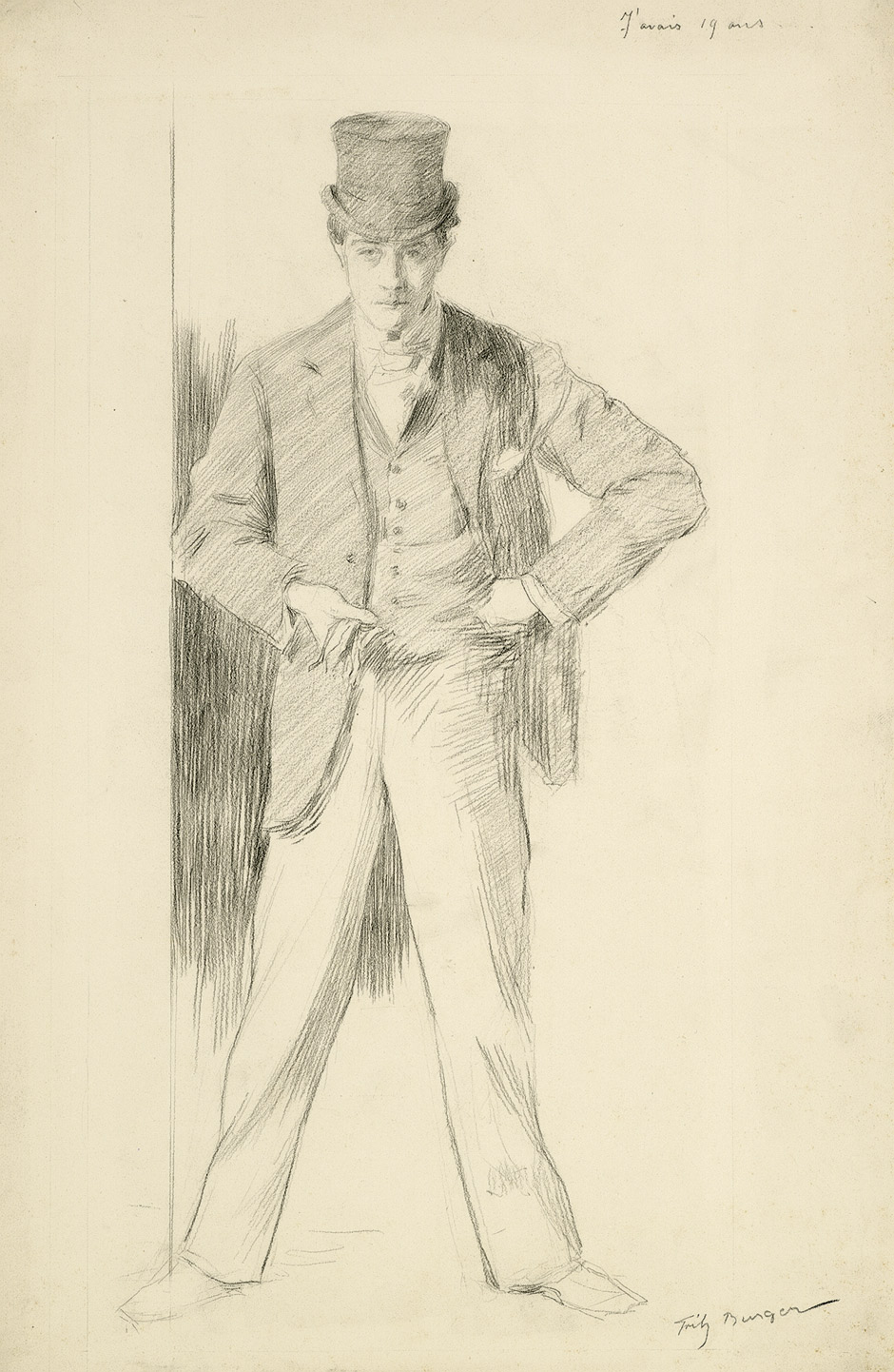
Fritz Burger: Selbstporträt mit 19 Jahren

Fritz Burger (* 10. September 1877 in München; † 22. Mai 1916 in Azannes bei Verdun) war ein deutscher Kunsthistoriker, der selbst ebenfalls als Künstler tätig war. Gemeinsam mit Wassily Kandinsky und Franz Marc teilte der Kunsthistoriker den künstlerischen Grundsatz, dass die Kunst subjektiv sei, von diesem Standpunkt aus er auch die  Kunst neu bewertete.

## Leben
Fritz Burger wuchs in einem vermögenden Haus auf; die Familie besaß in München ein Bankgeschäft. Nach einem Studium der Architektur an der Technischen Hochschule in München und praktischer Ausbildung als Architekt wechselte Burger 1900 Studienfach sowie Studienort und begann ein Studium der Kunstgeschichte bei Henry Thode in Heidelberg.
Er unternahm ab dem 19. Lebensjahr ausgedehnte Bildungsreisen, zuerst nach Paris und Italien, war 1902 längere Zeit in England und heiratete im selben Jahr Clara von Duhn, die Tochter des Heidelberger Archäologen Friedrich von Duhn. 1903 erhielt er auf der Großen Berliner Kunstausstellung eine kleine Goldmedaille und 1907 eine große. Burger beendete 1903 das Studium in Heidelberg mit der Promotion; er verbrachte mit seiner Familie 1903/04 längere Zeit in Freiburg im Breisgau und zwischen 1904 und 1906 in Florenz und Paris.
Im selben Jahr habilitierte er sich für neuere Kunstgeschichte an der Universität München, wo er bis zum August 1914 als Privatdozent Kunstgeschichte lehrte. Jährliche Studienaufenthalte in Italien und Frankreich blieben ihm dabei die Regel. Zusätzlich zu seiner Universitätslehrtätigkeit unterrichtete Burger ab 1912 Kunstgeschichte an der Akademie der bildenden Künste in München und kurze Zeit nach seiner Einberufung, unmittelbar nach Kriegsausbruch im August 1914, entschied sich für ihn die Berufung zum a.o. Professor.
Burger trat 1915 bei der Fußartillerie in den Kriegsdienst. Im Frühjahr 1916 erfolgte seine Verlegung an die Westfront, wo Fritz Burger am 22. Mai 1916 in der Schlacht um Verdun gefallen ist.
Fritz Burger hielt in seiner Münchner Zeit einen engen Kontakt zur Kunstwelt der Galerien und zu Künstlerateliers. Ab etwa 1911 begann Burger selbst künstlerisch zu arbeiten. Nach anfänglichen Versuchen in Öl wandte er sich dann hauptsächlich der Pastelltechnik zu. In den Folgejahren entstanden außerdem weitere Werke als Kohlezeichnungen oder Radierungen. Bis 1915 war die Themenwahl ausschließlich an der Landschaft oder am privaten Umfeld Burgers orientiert. Diese Themenwahl änderte sich 1916. Wohl geprägt durch das Kriegsgeschehen und die bedrohte persönliche Existenz, versuchte Burger, übersinnliche, mit tiefer Symbolik beladene Bildfindungen umzusetzen und er selbst sah seinen künstlerischen Weg in der Nähe des „Blauen Reiter“.

## Werk
In der Person Fritz Burgers verkörpert sich ein Kunsthistoriker, der Kunstgeschichte an der zeitgenössischen Moderne des beginnenden 20. Jahrhunderts orientierte und über eine künstlerische Annäherung den Zugang zum Kunstwerk suchte. Mit seinem Frühwerk zur Renaissancekunst hat Burger wesentliche Beiträge zum Wissens- und Forschungsbestand des Fachgebietes geleistet, während sein bedeutendstes wissenschaftliches Vorhaben in dem Entwurf einer „Systematik der Kunstwissenschaft“ bestand, das in Form des „Handbuch der Kunstwissenschaft“ ab 1913 verwirklicht wurde. Burger vertrat die Überzeugung, dass eine notwendige Verschiebung der bislang dominant begrifflichen Kunstdeutungen zugunsten der anschaulichen Erkenntnis zu erfolgen habe. Seine Ansicht, dass die künstlerische Tätigkeit als geistig-sinnlicher Erkenntnisvorgang aufzufassen ist, wurde in seinem „Kunstwissenschaftlichen Praktikum“ an der Universität München in den Mittelpunkt der Ausbildung gestellt.

### Schriften
- Gedanken über die Darmstädter Kunst. Leipzig 1901.
- Die Entstehung und Entwicklung des Trecentograbmals in Mittelitalien. Dissertation, Universität Straßburg 1904.
- Geschichte des florentinischen Grabmals von den ältesten Zeiten bis Michelangelo. Straßburg 1904.
- Francesco Laurana. Eine Studie zur italienischen Quattrocentoskulptur (= Kunstgeschichte des Auslandes. Heft 50). Straßburg 1907.
- Die Villen des Andrea Palladio. Ein Beitrag zur Entwicklungsgeschichte der Renaissance-Architektur. Leipzig 1909.
- Die Schackgalerie München. München 1912. überarbeitet und mehrmals neu aufgelegt, ab 1916 mit neuem Titel: Die deutschen Meister in der Schackgalerie München von Genelli bis Böcklin.
- Hanns Pellar – Darmstadt. Darmstadt 1912. In: Deutsche Kunst und Dekoration: illustrierte Monatshefte für moderne Malerei, Plastik, Architektur, Wohnungskunst und künstlerisches Frauen-Arbeiten. S. 287–295 (Digitalisat).
- Die deutsche Malerei vom ausgehenden Mittelalter bis zum Ende der Renaissance (= Handbuch der Kunstwissenschaft). Band 1: Wesen der deutschen Kunst – Böhmen / Mähren – Österreich, Bayern, Steiermark, Kärnten. Berlin-Neubabelsberg 1913.
- Cézanne und Hodler. Einführung in die Probleme der Malerei der Gegenwart. München 1913. (weitere, vom Herausgeber Walter Dexel veränderte Auflagen: 1917, 1918, 1920, 1923. Zusätzlich dazu erschien ein Bildband mit gleichem Titel.)
- Robert Genin – München. Darmstadt 1914. In: Deutsche Kunst und Dekoration: illustrierte Monatshefte für moderne Malerei, Plastik, Architektur, Wohnungskunst und künstlerisches Frauen-Arbeiten. S. 289–296. (signiert als Dr. F.B.) (Digitalisat).
- Meisterwerke der Plastik Bayerns. München 1914.
- Hermann Schmitz, Ignatz Beth (Hrsg.): Die deutsche Malerei vom ausgehenden Mittelalter bis zum Ende der Renaissance. Band 2.1: Tirol, Vorarlberg – Franken – Schwaben, Oberrhein, Schweiz. Berlin-Neubabelsberg 1917. (= Handbuch der Kunstwissenschaft.)
- Einführung in die moderne Kunst (= Handbuch der Kunstwissenschaft).  1917. (Neue Ausgabe, eingeleitet und fortgeführt von Carl von Lorck 1928, letzte Auflage 1931.)